# Pomnik Bitwy Narodów
Pomnik Bitwy Narodów (niem. Völkerschlachtdenkmal) – monumentalny pomnik upamiętniający największą bitwę okresu napoleońskiego, która w 1813 roku miała miejsce w okolicach Lipska. Stanowi on nie tylko punkt rozpoznawczy dla miasta Lipska, ale także najwyższą budowlę pomnikową Europy. W skład kompleksu wchodzą nie tylko sam pomnik, ale także muzeum „Forum 1813”, zbiornik wodny oraz aleja lipowa okalająca cały obszar.

## Dane
- Położenie kamienia węgielnego: 18 października 1898
- Uroczyste otwarcie kompleksu: 18 października 1913
- Wysokość: 91 m
- Wysokość hali wewnętrznej: 68 m
- Rozmiary płyty fundamentu: 70×80×2 m
- Liczba filarów fundamentowych: 65
- Liczba schodów (od poziomu ulicy):500
- Masa kompleksu: 300 000 ton
- Liczba zużytych płyt granitowych: 26 500
- Objętość użytego betonu: 120 000 m³

## Historia

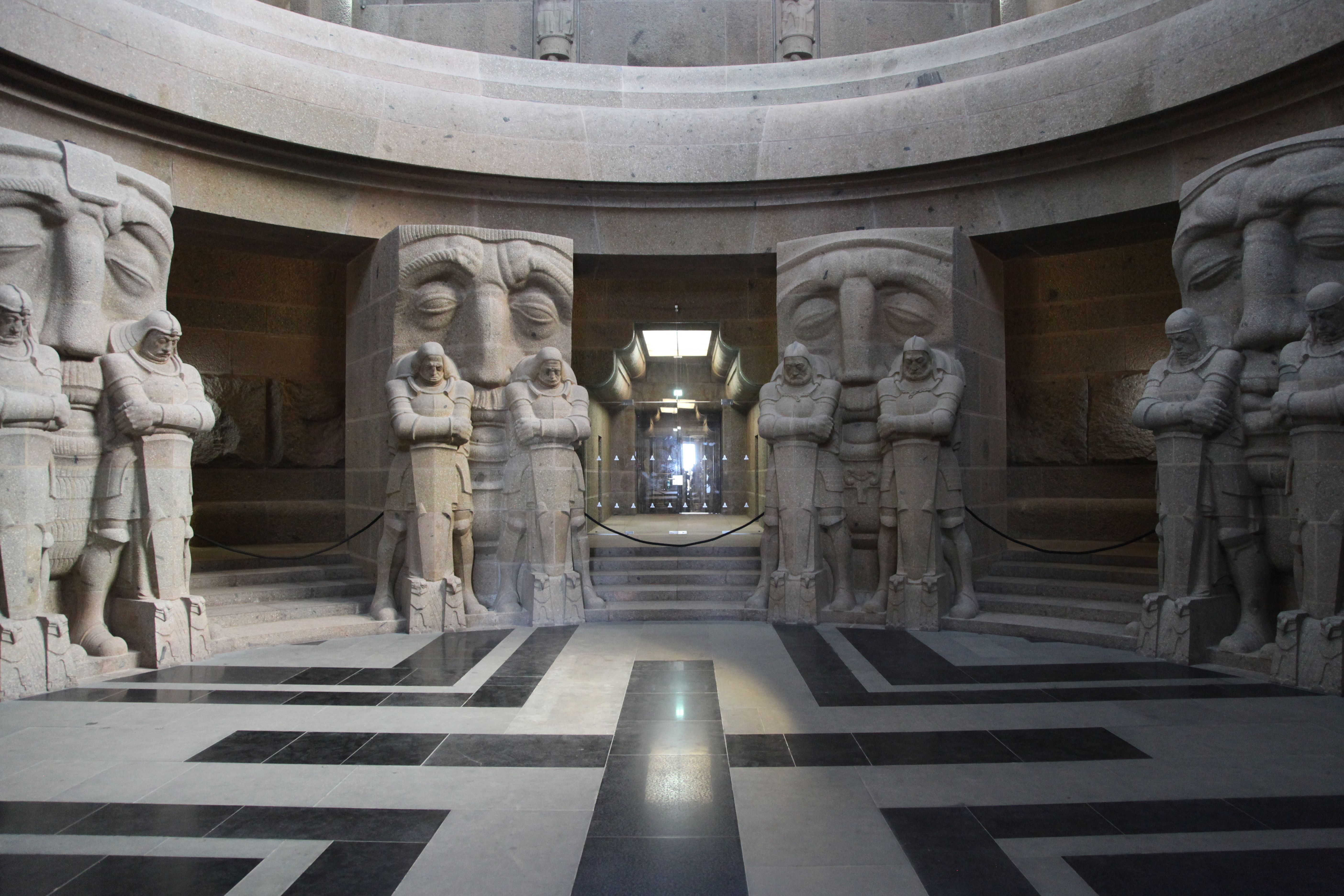
Wnętrze krypty

Propozycje utworzenia pomnika-grobowca na terenach Lipska pojawiły się już w kilka lat po samej bitwie. W krótkim czasie na dawnych polach bitewnych postawiono około 120 pomników i kamieni pamiątkowych, z których najbardziej znane to 44 kamienne tablice ufundowane przez lipskiego pisarza dr Teodora Apla. Utworzenie pomnika, który upamiętniałby całą bitwę i wszystkich żołnierzy w niej poległych wymagało ogromnego finansowego zaangażowania. Nikt z zainteresowanych budową nie miał ani wystarczającej sumy pieniędzy, ani dostatecznej motywacji i charyzmy, by tę sumę zdobyć.